# Gjógvaráfjall
De Gjógvaráfjall is een berg die ligt op het eiland Suðuroy, Faeröer. De berg heeft een hoogte van 345 meter en is daarmee het hoogste punt van het eiland.